# Gustavus Cheyney Doane
Gustavus Cheyney Doane (Galesburg, 29 de mayo de 1840 – Bozeman, 5 de mayo de 1892) fue un capitán de caballería del ejército estadounidense, explorador, inventor y soldado de la Guerra Civil que desempeñó un papel destacado en la exploración de Yellowstone como miembro de la expedición Washburn-Langford-Doane.

## Biografía

### Primeros años y experiencia militar
Doane nació en Galesburg, Illinois en 1840. Años después se trasladó con su familia a Santa Clara, California, donde empezó a sentir predilección por la exploración. Luego de participar en la Guerra de Secesión, estableció un negocio en Yazoo City hasta 1868, año en que abandonó el estado de Misisipi.
El mismo año, Doane obtuvo una comisión en el Segundo Regimiento de Caballería del Ejército de los Estados Unidos como subteniente. En enero de 1870, su compañía dirigió un ataque contra un campamento de pies negros no hostiles en el río Marías en respuesta al supuesto asesinato de un comerciante de pieles blanco. Este enfrentamiento es conocido como la Masacre de las Marías.

### Exploración a Yellowstone
En agosto de 1870, el explorador Henry Washburn solicitó formalmente al general Winfield Scott Hancock, comandante del Departamento de Dakota, que le proporcionara una escolta militar desde Fort Ellis para preparar una exploración a Yellowstone. La solicitud fue concedida el 14 de agosto de 1870, y Doane, junto con otros cinco soldados, fueron seleccionados para proporcionar dicha escolta.
Como líder de la escolta del ejército estadounidense de la expedición Washburn-Langford-Doane a Yellowstone entre agosto y septiembre de 1870, el teniente Gustavus C. Doane se convirtió en un importante contribuyente al proceso que finalmente resultó en la creación del parque nacional de Yellowstone el 1 de marzo de 1872. Su minucioso y detallado informe al Secretario de Guerra en febrero de 1871 sobre los fenómenos naturales de Yellowstone desempeñó un papel convincente en los esfuerzos por convencer al Congreso de los Estados Unidos de la creación del parque nacional.

### Fallecimiento
Tras participar en otras exploraciones importantes, falleció en su hogar de Bozeman el 5 de mayo de 1892 aquejado de influenza.